# Ортонвилл (город, Миннесота)
Ортонвилл (англ. Ortonville) — город в округах Биг-Стон,Лак-ки-Парл, штат Миннесота, США. На площади 8,9 км² (8,8 км² — суша, 0,1 км² — вода), согласно переписи 2002 года, проживают 2158 человек. Плотность населения составляет 245,5 чел./км².
- Телефонный код города — 320
- Почтовый индекс — 56278
- FIPS-код города — 27-48706[1]
- GNIS-идентификатор — 0649005[2]